# Deutsche Rallye Serie
Die Deutsche Rallye Serie, kurz DRS, ist eine nationale Rallyeserie in Deutschland. Die Deutsche Rallye Serie ist nach der Deutschen Rallye-Meisterschaft die zweitwichtigste Rallyeserie in Deutschland. Über mehrere Rallyes (Wettbewerbe im Motorsport) hinweg wird der Gesamtsieger ermittelt.

## Veranstalter
Nach dem Auseinanderbrechen der Deutschen Rallye-Meisterschaft Ende 2005 fanden sich einige der Organisatoren und Sponsoren des Automobilclub von Deutschland zusammen und gründeten die AG Deutsche Rallye Serie, um den Rallyesport in Deutschland zu erhalten. Die AG Deutsche Rallye Serie schreibt auf der Grundlage des Internationalen Sportgesetzes der FIA und des Reglements des Deutschen Motor Sport Bundes die Deutsche Rallye Serie aus.

## Teilnehmer
Teilnahmeberechtigt an der Deutschen Rallye Serie sind Fahrer und Teams mit einer internationalen Rennlizenz der Stufe C oder R, einer nationalen EU-Profi-Lizenz oder einer nationalen Lizenz der Stufe A des Deutschen Motor Sport Bundes oder einer entsprechenden Lizenz eines anderen, der Fédération Internationale de l’Automobile angeschlossenen Automobilverbandes. Startberechtigt sind ebenfalls Beifahrer mit einer C-Lizenz des Deutschen Motor Sport Bundes.
Zugelassen zur Teilnahme sind Fahrzeuge nach den FIA-Reglements der Gruppe A, Gruppe N, Super 2000, Super 1600, Gruppe GT2 und Gruppe GT3. Zusätzlich sind Fahrzeuge der DMSB-Gruppen F, G, H, AT-G, CTC, CGT und historische Fahrzeuge sowie bei einigen Rallyes auch World Rally Cars zugelassen.

## Wertungssystem
Die acht erstplatzierten Fahrer einer Rallye erhalten Punkte nach dem Schema 10-8-6-5-4-3-2-1. Zusätzlich werden Punkte für die zehn erstplatzierten Fahrer ihrer jeweiligen Klassen nach dem Schema 20-15-12-10-8-6-4-3-2-1 vergeben, sofern mindestens drei Starter an der Klasse teilnehmen. Bei weniger als drei Teilnehmern einer Klasse werden die Fahrer in der nächsthöheren Klasse gewertet. Wenn eine Klassenzusammenlegung nicht mehr möglich ist, erhalten die Fahrer nur die halbe Punktzahl. Grundsätzlich werden jedem Fahrer bei seiner ersten Rallyeteilnahme der Saison zehn Punkte gutgeschrieben. Es fließen die Ergebnisse von maximal sechs Rallyes in die Punktewertung ein. Bei gleicher Punktzahl von mehreren Fahrern entscheiden die besseren Einzelergebnisse.

## Rallyeläufe

### 2006
| Datum             | Rallye                                      |
| ----------------- | ------------------------------------------- |
| 28.–29. April     | 40. AvD Sachsen-Rallye                      |
| 26.–27. Mai       | 43. ADMV Rallye Erzgebirge                  |
| 14.–15. Juli      | 4. AvD Rallye Helfenstein Baden-Württemberg |
| 1.–2. September   | ADAC Niederbayern-Rallye                    |
| 29.–30. September | 45. Rallye Thüringen                        |
| 19.–21. Oktober   | 7. ADMV Lausitz Rallye                      |

### 2007
| Datum             | Rallye                          |
| ----------------- | ------------------------------- |
| 27.–29. April     | 44. ADMV Rallye Erzgebirge      |
| 20.–21. Juli      | 5. AvD Rallye Baden-Württemberg |
| 14.–15. September | 46. DMV Rallye Thüringen        |
| 5.–6. Oktober     | 11. Herbst Rallye Leiben        |
| 3. November       | 1. AvD Mohren-Rallye Eisenberg  |

### 2008
| Datum             | Rallye                       |
| ----------------- | ---------------------------- |
| 27.–28. Juni      | AvD-Rallye Baden-Württemberg |
| 1.–3. August      | ADAC-Rallye Wartburg         |
| 29.–30. August    | Niederbayern-Rallye          |
| 26.–27. September | DMV-Rallye Thüringen         |
| 3.–4. Oktober     | Herbstrallye Leiben          |
| 1. November       | 2. AvD-Rallye Eisenberg      |

### 2009
| Datum                | Rallye                       |
| -------------------- | ---------------------------- |
| 28. Februar          | 3. AvD Rallye Eisenberg      |
| 7.–9. Mai            | AvD Sachsen-Rallye           |
| 12.–13. Juni         | 48. DMV Thüringen Rallye     |
| 26.–27. Juni         | AvD Rallye Baden-Württemberg |
| 31. Juli – 2. August | 50. ADAC Rallye Wartburg     |
| 28.–29. August       | AvD Niederbayern Rallye      |
| 2.–3. Oktober        | Herbstrallye Leiben          |

### 2010
| Datum                | Rallye                     |
| -------------------- | -------------------------- |
| 28.–29. Mai          | AvD-Sachsen-Rallye         |
| 18.–19. Juni         | DMV Rallye Thüringen       |
| 30. Juli – 1. August | 51. ADAC Rallye Wartburg   |
| 27.–28. August       | AvD Niederbayern Rallye    |
| 18. September        | ADMV Rallye Zwickauer Land |
| 1.–2. Oktober        | 14. Herbst Rallye Leiben   |
| 15.–16. Oktober      | ADMV-Lausitz-Rallye        |
| 29.–30. Oktober      | ADAC Rallyesprint.eu       |

## Gesamtsieger
| Jahr | Fahrer            | Beifahrer       | Fahrzeug               |
| ---- | ----------------- | --------------- | ---------------------- |
| 2006 | Matthias Kahle    | Peter Göbel     | Škoda Fabia WRC        |
| 2007 | Michael Abendroth | Peter Huber     | Honda Civic Type R     |
| 2008 | Thomas Robel      | Henry Wichura   | Honda Integra Type R   |
| 2009 | Robert Pritzl     | Christina Kohl  | Subaru Impreza WRX STI |
| 2010 | Olaf Dobberkau    | Alexandra König | Porsche 911 GT3        |
| 2011 | Robert Stöber     | Thomas Wölfel   | VW Lupo GTI            |